# Lemuridae
Lémuridés
« Lémur » redirige ici. Pour les articles homophones, voir Lémure et Lemur.
Famille
Les lémuridés (Lemuridae), ou grands lémurs, constituent l'une des cinq familles actuelles de primates lémuriformes. Ce sont les « vrais lémuriens », les lémurs ou les makis. Leurs têtes présentent un museau allongé et des gros yeux. Les femelles n'ont qu'une paire de mamelles pectorales, sauf chez les Varis. 
La famille comprend actuellement cinq genres.

## Caractéristiques
Leurs mains sont proches de celles de l'homme. Tout comme les pieds, elles comportent cinq doigts très minces, dont l'un est opposable aux autres, élargis à leur extrémité et munis d'ongles, sauf le deuxième, qui possède une griffe leur permettant de gratter leur fourrure ou celle de leurs congénères. 
Leur nom vient des Lémures, car ils sont si farouches et peu visibles qu'ils ont fait penser à des fantômes. 

## Répartition
La plupart des lémuridés sont endémiques de l'île de Madagascar. Deux espèces ont été introduites par l'être humain dans les îles Comores : le Lémur mongoz (Eulemur mongoz) et une variété de Lémur fauve (Eulemur fulvus), connue sous le nom de Maki de Mayotte.

## Liste des genres et espèces

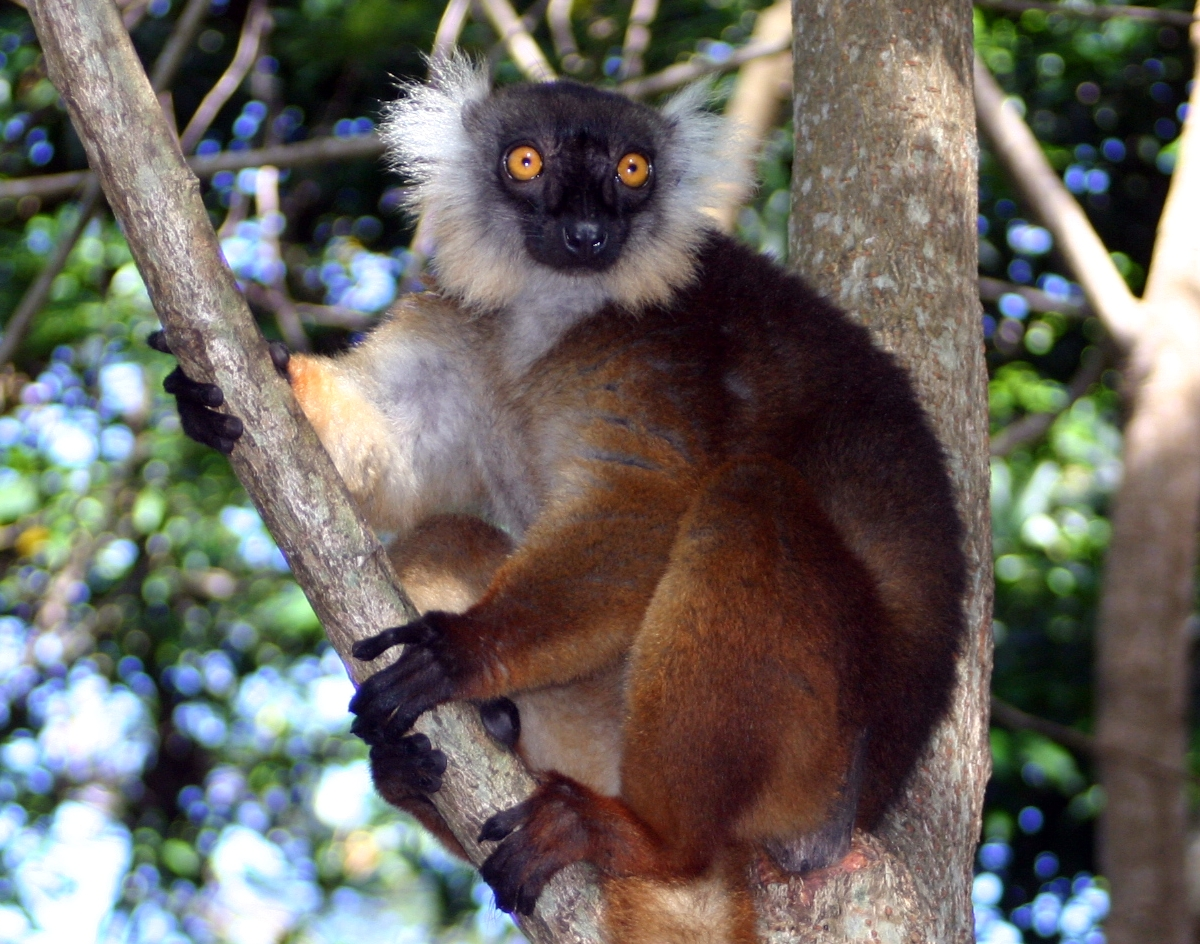
Lémur noir (Eulemur macaco)

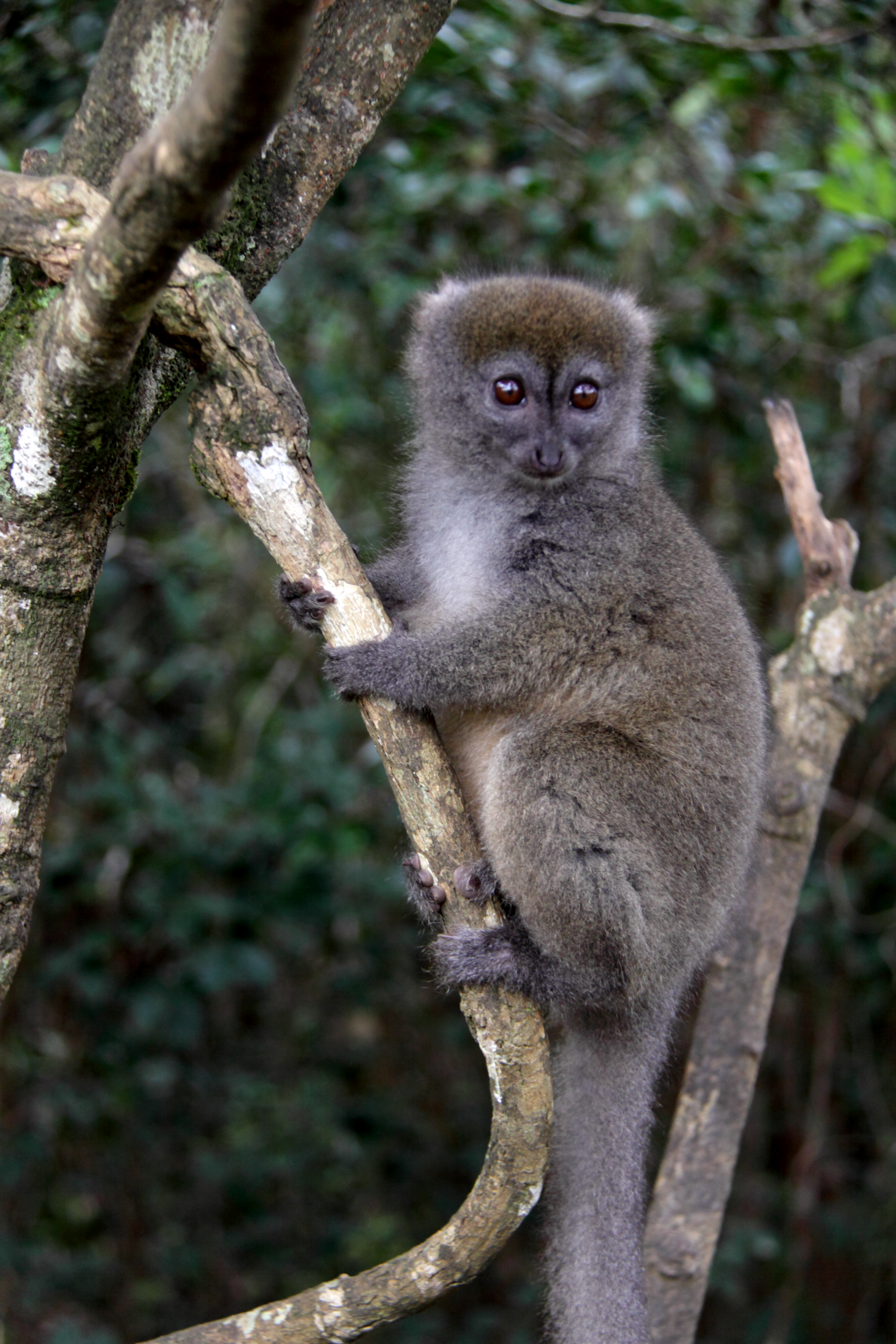
Hapalémur gris (Hapalemur griseus)

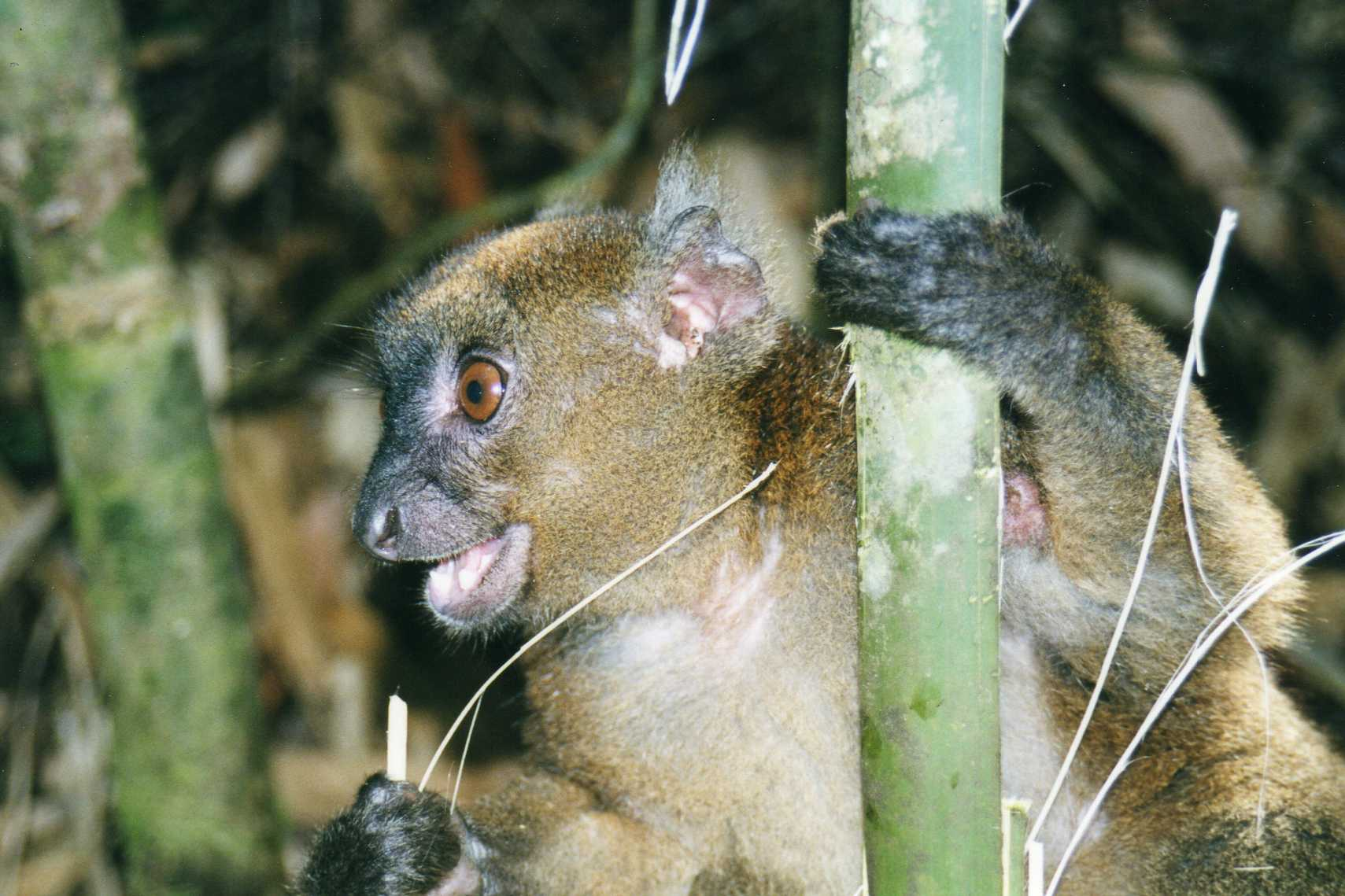
Grand Hapalémur (Prolemur simus)

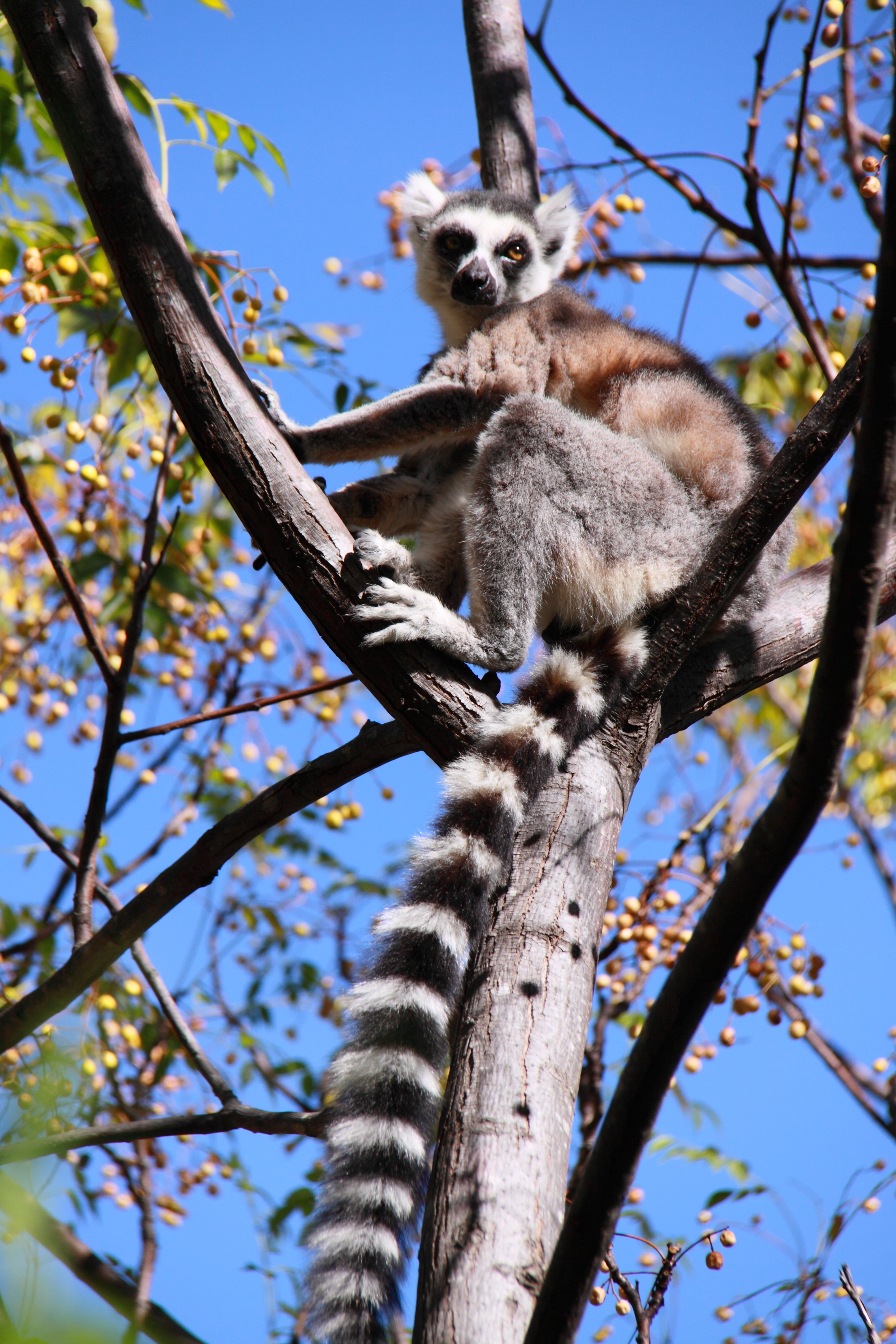
Maki catta (Lemur catta)

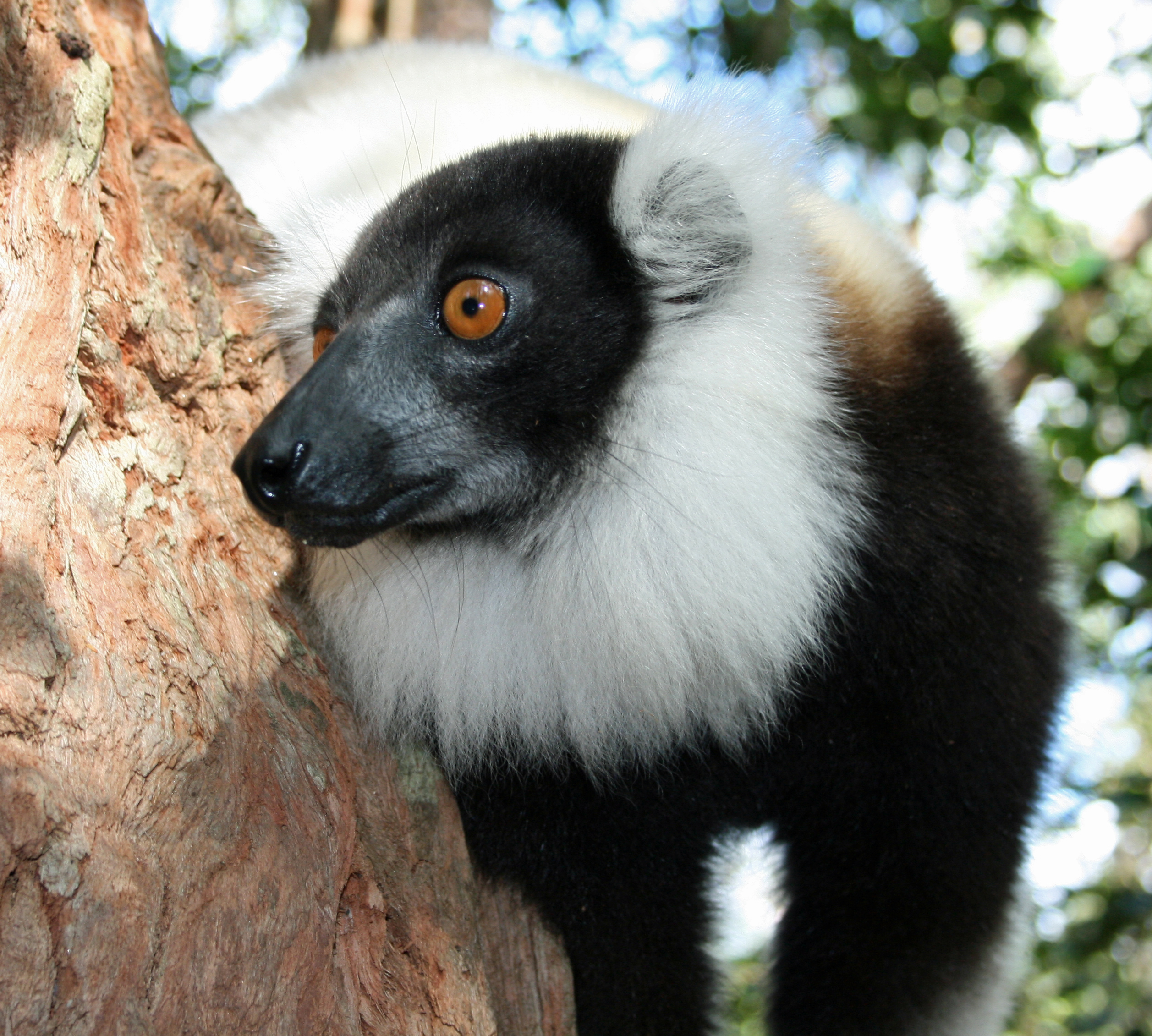
Vari noir-et-blanc (Varecia variegata)

| Selon Groves, 2005 (Mammal Species of the World) | Selon Mittermeier, 2010 (Lemurs of Madagascar) |
| --- | --- |
| Genre Eulemur | |
| - Eulemur albifrons - Eulemur albocollaris - Eulemur cinereiceps - Eulemur collaris - Eulemur coronatus - Eulemur fulvus - Eulemur macaco - Eulemur macaco macaco - Eulemur macaco flavifrons - Eulemur mongoz - Eulemur rubriventer - Eulemur rufus - Eulemur sanfordi | - Eulemur albifrons - Eulemur cinereiceps - Eulemur collaris - Eulemur coronatus - Eulemur flavifrons - Eulemur fulvus - Eulemur macaco - Eulemur mongoz - Eulemur rubriventer - Eulemur rufus - Eulemur rufifrons - Eulemur sanfordi |
| Genre Hapalemur | |
| - Hapalemur alaotrensis - Hapalemur aureus - Hapalemur griseus - Hapalemur griseus griseus - Hapalemur griseus meridionalis - Hapalemur occidentalis | - Hapalemur alaotrensis - Hapalemur aureus - Hapalemur griseus - Hapalemur griseus griseus - Hapalemur griseus gilberti - Hapalemur griseus ranomafanensis - Hapalemur meridionalis - Hapalemur occidentalis                          |
| Genre Lemur | |
| - Lemur catta | - Lemur catta |
| Genre Prolemur | |
| - Prolemur simus | - Prolemur simus |
| Genre Varecia | |
| - Varecia rubra - Varecia variegata - Varecia variegata variegata - Varecia variegata editorum - Varecia variegata subcincta | - Varecia rubra - Varecia variegata - Varecia variegata variegata - Varecia variegata editorum - Varecia variegata subcincta |
| | Genre † Pachylemur |
| | - † Pachylemur insignis - † Pachylemur jullyi |